# باتام
جزيرة ومدينة باتام تقع في مقاطعة جزر رياو في إندونيسيا، وتشتهر كونها منطقة تجارة حرة كجزء من مثلث تنمية سجوري، وتقع على مسافة 20 كيلومترا (12 ميل) قبالة الساحل الجنوبي لسنغافورة. مساحة الجزيرة تبلغ 715 كم ² (276 ميل مربع) ويبلغ عدد سكانها 949775 نسمة (يونيو 2010).
السكان الأصليين من عرق الملايو ويتحدثون لهجة الملايو بلهجة رياو-لينجا، والتي هي أيضاً لهجة الملايو في سنغافورة وولايات فهغ وجوهور وسلاغور الماليزية.

## الجغرافية
تقع جزيرة باتام شرق جزيرة بولان وغرب جزيرة بينتان وشمال جزيرة ريمبانغ وجنوب سنغافورة. مضيق رياو (Selat Riau) يفصل باتام عن جزيرة بينتان. أكبر مدن جزيرة هي ناغويا. ومن المدن الرئيسية الأخرى تشمل:
- سيكوبانغ
- جودوه
- سونغاي باناس
- مركز باتام
- بالوي
- باتو أمبار
- بينغكونغ

## الاقتصاد
شهدت الجزيرة تحولاً كبيراً في بدايات سبعينات القرن العشرين من كونها مغطاة بمساحات واسعة من الغابات إلى كونها ميناءً ومنطقة صناعية كبرى. فقد استفادت الجزيرة اقتصادياً من كونها قريبة من سنغافورة، وكذلك لانخفاض تكاليف العمالة والعمل الحكومي الخاص، فصارت الجزيرة كموقع للكثير من المصانع التي تديرها الشركات السنغافورية. فتوجد حالياً مصانع بناء السفن وتصنيع الإلكترونيات والصناعات الرئيسية في الجزيرة، إضافة للعديد من المنتجعات والوجهات السياحية في الجزيرة.
حتى نهاية عام 2010 كان 58% من السياح الأجانب قد جاؤوا من سنغافورة، تليها ماليزيا بنسبة 13%. وقد وصل معظم السياح الأجانب إلى باتام من سنغافورة من خلال استخدام العبارات، كما أن باتام لديها رحلاتها الجوية الدولية المحدودة.
تعد باتام وجزر بينتان وكاريمون المجاورتين كجزء من منطقة اقتصادية خاصة مع سنغافورة ضمن إطار عمل تم توقيعه في حزيران 2006، وهذا يلغي الرسوم الجمركية والضريبة على القيمة المضافة على البضائع التي يتم شحنها بين باتام وسنغافورة.

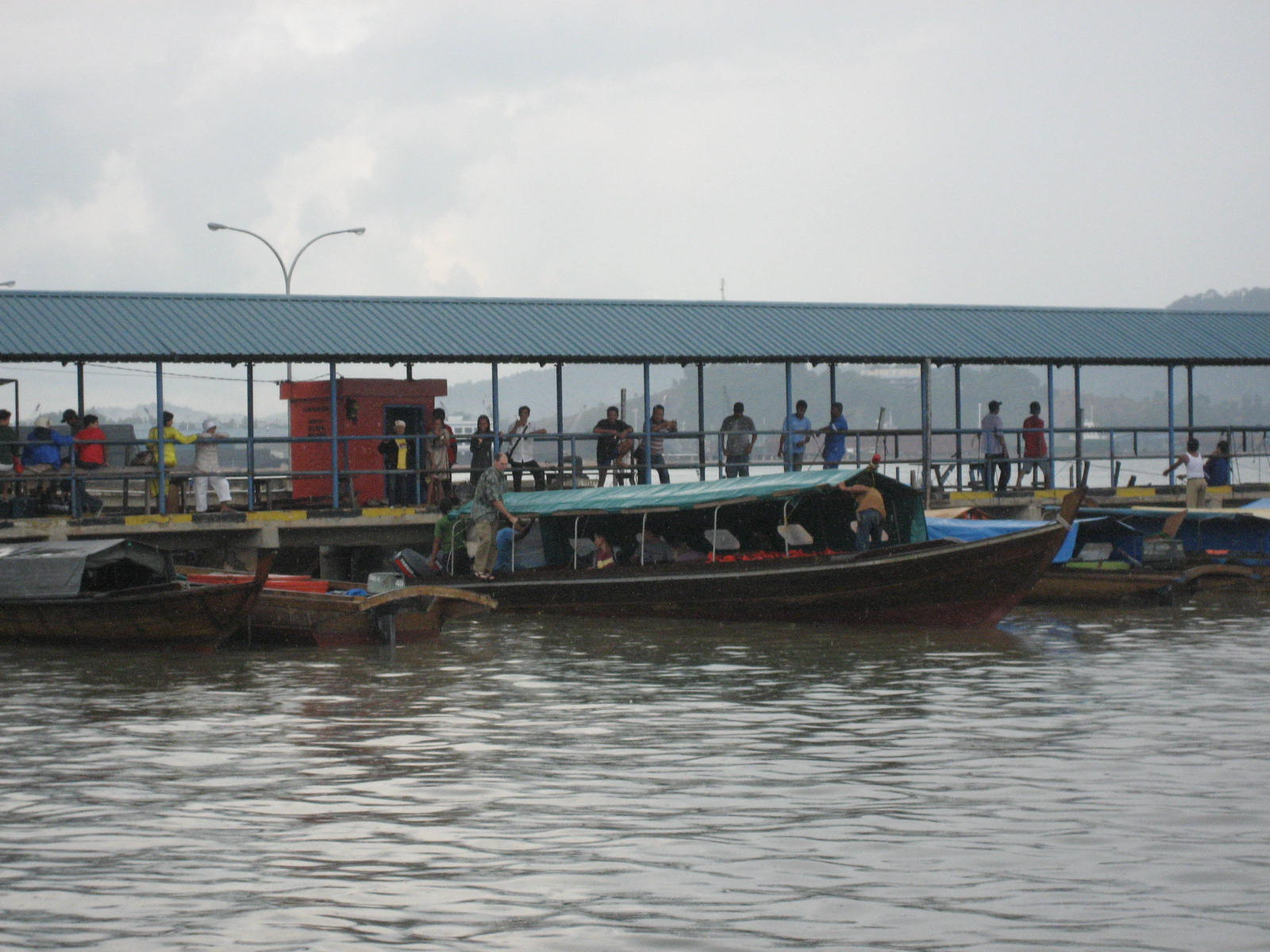
قارب بومبونغ للتنقل بين جزيرة باتام والجزر القريبة

## النقل
الجزيرة ترتبط العديد من المدن القريبة بواسطة العبارات، بما في ذلك جزيرة بينتان وكاريمون وسنغافورة وجوهر بهرو (ماليزيا). الرحلة إلى سنغافورة تستغرق أقل من ساعة واحدة.
هناك خمسة محطات للعبارات في باتام : 
- مركز باتام
- هاربورباي
- سيكوبانغ
- مدينة ووترفرونت
- نونغسابورا

مطار الجزيرة هو مطار هانغ نديم، والذي يحتوي على أطول مدرج في إندونيسيا ؛ جاكرتا هي الوجهة الأكثر أهمية، بالإضافة إلى رحلات مباشرة إلى مدينة ميدان وكوالالمبور.
جسور باريلانغ هو من أهم معالم باتام. الاسم هو اختصار لباتام-ريمبانغ-غالانغ، الجزر الثلاث إضافة لثلاث جزر ضغيرة أخرى متصلة بواسطة هذه الجسور.

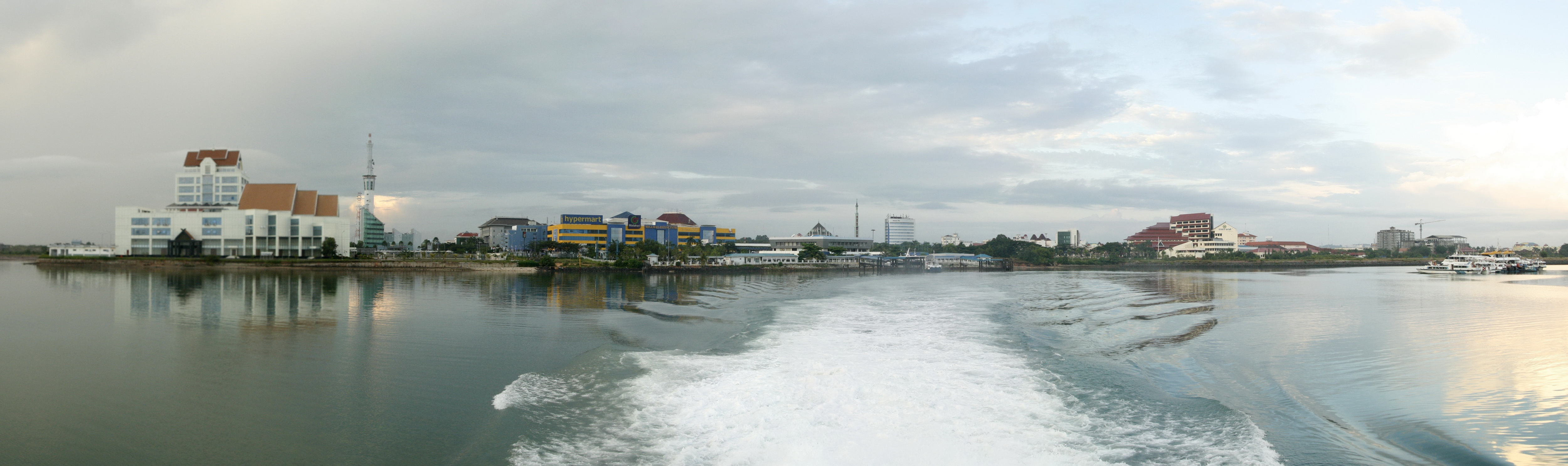
ميناء مركز باتام من إحدى العبارات

## المدن الشقيقة
سنغافورة

## وصلات خارجية
- الموقع الرسمي
- باتام في موقع ويكيترافل